# Андреэ, Якоб
Якоб Андреэ (нем. Jakob Andreä; 25 марта 1528, Вайблинген, Вюртемберг — 7 января 1590, Тюбинген) — немецкий лютеранский теолог, один из авторов «Формулы Согласия».

## Биография
С 1541 года изучал теологию в университете Тюбингена. Впоследствии Андреэ стал профессором богословия в университете Тюбингена (1562) и пробстом церкви Святого Георгия. Активно принимал участие во внутрипротестантской полемике и особенно в принятии общей декларации веры между партиями гнесиолютеран и меланхтонистов.
В 1573 году с помощью Мартина Крусиуса попытался вступить в письменное общение с патриархом Константинопольским Иеремией II с целью налаживания контактов между Лютеранской и Православным Церквями, однако эта попытка была отвергнута Патриархом.
Андреэ был среди богословов, подписавшим в 1577 году «Формулу Согласия». В 1580 году вместе с Мартином Хемницем составил «Книгу Согласия». В последней годы своей жизни Андреэ много путешествовал по Богемии и Германии, работая над вопросом консолидации реформаторских общин. Встречался с пасторами, магистратами и князьями. Он был автором больше чем 150 работ, большая часть из которых направлена против кальвинистского вероучения.
Был дважды женат. От первого брака с Анной Энтрингер имел 20 детей. После смерти первой жены в 1582 году, женился во второй раз — на вдове Регине Райтер, которая пережила его на два года. Немецкий теолог Иоганн Валентин Андреэ (1586—1654) — внук Якоба Андреэ.

## Публикации на русском языке
- Жизнь Якова Андреэ, доктора теологии, описанная им самим с большой достоверностью и искренностью вплоть до 1562 г. от Рождества Христова// Память детства: Западноевропейские воспоминания о детстве от поздней античности до раннего Нового времени (III—XVI вв.)/ Под ред. В. Г. Безрогова. М.: Изд-во УРАО, 2001
- Яков Андреэ, Давид Хитройс, Мартин Хемниц. Формула Согласия. Перев. Константин Комаров. Фонд «Лютеранское Наследие», 1996.